# جون أستور
جون أستور (بالإنجليزية: John Astor)‏ هو سياسي بريطاني (وحمل سابقاً جنسية المملكة المتحدة لبريطانيا العظمى وأيرلندا)، ولد في 26 سبتمبر 1923، وتوفي في 27 ديسمبر 1987. حزبياً، نشط في حزب المحافظين. في الانتخابات العامة في المملكة المتحدة 1964 ‏، انتخب عضو البرلمان الثالث والأربعون للمملكة المتحدة عن دائرة نيوبري (15 أكتوبر 1964 – 10 مارس 1966) وفي الانتخابات العامة في المملكة المتحدة 1966 ‏، انتخب عضو البرلمان الرابع والأربعون للمملكة المتحدة عن دائرة نيوبري (31 مارس 1966 – 29 مايو 1970) وفي الانتخابات العامة في المملكة المتحدة 1970، انتخب عضو البرلمان الخامس والأربعون للمملكة المتحدة عن دائرة نيوبري (18 يونيو 1970 – 8 فبراير 1974).